# Manuel Serra
Pour les articles homonymes, voir Manuel Serra (homonymie) et Serra.
Manuel Serra i Moret, né à Vic en 1884 et mort à Perpignan en 1963, est un écrivain et homme politique catalan, cofondateur de l'Union socialiste de Catalogne, conseiller de l'économie et du travail de la Generalitat de Catalogne et président du Parlement de Catalogne en exil entre 1949 et 1954.

## Publications
- 1912: La socialització de la terra
- 1934: Socialisme
- 1944: Reflexions sobre el demà de Catalunya (éditée au Chili)
- 1957: Crida a la joventut catalana (Paris)
- 1957: Ciutadania catalana. Breviari de cogitacions, remarques i orientacions per als catalans (Buenos Aires)